# Fissidens imshaugii
Fissidens imshaugii là một loài Rêu trong họ Fissidentaceae. Loài này được H.A. Crum mô tả khoa học đầu tiên năm 1960.